# 映画 ○月○日、区長になる女。
『映画 ○月○日、区長になる女。』（えいが まるがつまるにち くちょうになるおんな）は、2024年公開の日本のドキュメンタリー映画。
2022年6月19日に執行された杉並区長選挙で初当選した岸本聡子と岸本を擁立した市民グループ、支援した住民らに密着した作品である。監督は、ビラ配りから区長選に関わったペヤンヌマキ（溝口真希子の別名）。岸本のYouTubeチャンネルで同年6月1日から配信されていたシリーズ動画「○月○日、区長になる女」を元にしている。

## 概要

### 背景
2019年春、劇作家のペヤンヌマキ（溝口真希子の別名）は体調を崩し、近所の杉並区成田東にある診療所を訪れた。そこで自宅アパートと当該診療所が対象となる道路拡張計画があることを初めて知った。東京都は中杉通りを青梅街道を突っ切り五日市街道まで延長する「都市計画道路補助第133号線」（890メートル）の計画を進めており、実現すれば約20年慣れ親しんだ家から立ち退きを迫られることとなる。政治に無縁だったペヤンヌは、地元で根強い反対運動があることも知らなかったが、そこから区政に興味を持ち始めた。同年7月、西荻窪の「都市計画道路補助第132号線」の拡張計画に反対する住民が区長の田中良と面会した際、田中は「工事は必ずやる」と宣言した。田中が道路拡張推進の立場であることがわかり、さらに傍聴した区議会で一般質問中に田中が居眠りしているのを目撃した。「この区長では区民の声は届かない」とペヤンヌは思った。

### 杉並区長選挙
2022年1月30日、前述の道路拡張事業や児童館統廃合などの田中区政の方針に批判的な区民らが、来るべき区長選挙（6月19日執行）に向けて、市民団体「住民思いの杉並区長をつくる会」を結成した。事務局長には、「教育基本法『改正』反対市民連絡会」共同代表などを務めた東本久子が就いた。2月9日には田中が4選出馬を表明したが、候補者は3月に入っても決まらなかった。
同年3月、ベルギーで長く環境問題に取り組んでいたNGO職員の岸本聡子が一時帰国した。岸本は3月24日に京都府知事選挙が告示されると、翌日京都に入り、連日にわたり元京都教職員組合書記長の梶川憲の応援演説を行った。同月末、「住民思いの杉並区長をつくる会」メンバーで、NPO法人アジア太平洋資料センター共同代表の内田聖子が、旧知の間柄であった岸本に白羽の矢を立て、4月10日にようやく岸本の擁立が決定した。
4月26日、ペヤンヌは阿佐ヶ谷駅前の街頭宣伝でビラ配りのボランティアの初めて参加した。同月28日、朝の街宣後、ペヤンヌは岸本にお茶に誘われ、「今日の夕方、ポレポレ東中野で上映される『香川1区』を見る予定だ」というと、岸本も「私も行きたい」と言った。見終わったあと、ペヤンヌは『香川1区』のようにカメラを回してドキュメンタリーとして発信したいと提案した。5月5日、「住民思いの杉並区長をつくる会」の事務局会議にペヤンヌも参加し、カメラを回した。会議は3時間に及び、強い口調の意見もたびたび発せられた。市民運動グループの最古参の一人で、2003年の区長選挙に立候補した小関啓子は岸本に「はるかちゃんのつくる政策のほうが岸本さんのよりも市民に寄り添っている」と言い、「（つくる会と岸本とのあいだの）溝を埋めたい」と言った。2017年10月の衆院選から吉田晴美を支援してきた保育士の寺田陽香は、2021年の衆院選では市民側の中心メンバーとして吉田を当選に導き、区長選においても選対の枢要に関わっていた。
5月11日からペヤンヌは岸本の西荻窪のアパートに寝袋を持参して泊まり込みの撮影を始めた。夜、街なかを歩きながら岸本はカメラに向かって語った。2018年に居住地のベルギーでコーチングを受けたとき「あなたは地方自治や地方政治の場で活動する方が適性がある」との指導があったこと、その頃から日本の民主主義のために日本に戻る責任があると思っていたことなどを打ち明けた。6月5日、英語教室講師の小池恵は開設したばかりの選挙事務所に立ち寄った。事務所では、区内19駅で「一人街宣」する計画が協議されていた。小池は名乗りを上げ、翌6日から高円寺駅前に立った。小池の一人街宣は投票日の前日まで続いた。
6月12日、杉並区長選挙が告示され、岸本、自民党・公明党の支援と連合東京の推薦を得た現職の田中良、元区議の田中裕太郎の3人が立候補を届け出た。カフェ経営者のブランシャー明日香は、岸本が著書などを通じて盛んに提唱している「ミュニシパリズム」という用語を広く浸透させるべく、同名の歌を作詞作曲し、自ら歌い、告示日にYouTubeで公開した。6月14日、小泉今日子は自身が代表を務める「株式会社明後日」のTwitterを更新。ブランシャー明日香の投稿をリツイートし、「毎朝聴きたい」とつぶやいた。6月19日投票、6月20日開票。岸本が田中良を187票差で破り初当選した。

### 上映
2022年7月11日、杉並区長の任期が開始。岸本は自宅から自転車に乗って初登庁した。岸本のYouTubeチャンネルで同年6月1日から配信されていたシリーズ動画「○月○日、区長になる女」はほどなく、1時間30分の作品としてまとめられ、7月17日に西荻北の小劇場で『○月○日、区長になる女。～杉並区長就任記念 ver.～』のタイトルで上映された。
2023年4月16日、杉並区議会議員選挙が告示される。前述の寺田陽香、小池恵、ブランシャー明日香のほか、市民グループ「杉並の問題をみんなで考える会」世話人の渡辺由紀子、元国会議員公設秘書の赤坂珠良など区長選を手伝った新人女性が数多く立候補した。4月23日執行、24日開票。選挙の結果を受けて、ペヤンヌはドキュメンタリー映画の制作にとりかかった。
同年12月28日、阿佐ヶ谷ロフトAで本作品の先行上映会が開かれた。上映後、ペヤンヌとプチ鹿島のトークショーも行われた。
2024年1月2日、ポレポレ東中野にて一般公開。上田ケンジと小泉今日子のユニット「黒猫同盟」による「ミュニシパリズム」のカバーバージョンが映画の主題歌として使用された。ポレポレ東中野では18日間連続ソールドアウトを記録。4か月におよぶ異例のロングランヒットとなった。全国の映画館でも順次公開され、同年5月27日、映画の製作委員会は自主上映会の受付を公式サイトで開始した。
2025年1月2日、U-NEXTにてレンタル独占配信が開始された。
同年1月17日、第79回毎日映画コンクールの受賞作・者が発表。ドキュメンタリー映画賞を受賞した。

## スタッフ
- 監督 - ペヤンヌマキ
- プロデューサー - 松尾雅人
- 撮影 - ペヤンヌマキ、吉見暁人、松尾雅人
- 音楽 - 黒猫同盟（上田ケンジと小泉今日子）、向島ゆり子、ブランシャー明日香
- 法律監修 - 三浦佑哉
- 宣伝協力 - 半田桃子、山口雅
- 製作・配給・宣伝 - 映画 ○月○日、区長になる女。製作委員会